# Acridotheres cinereus
Acridotheres cinereus là một loài chim trong họ Sturnidae.
Đây là loài đặc hữu của bán đảo tây nam Sulawesi (phía nam từ Ranteapo), Indonesia. Loài sáo này đã được du nhập đến Kuching, Sarawak (Borneo) và Đông Timor.